# Сијудад Санта Катарина
Сијудад Санта Катарина (шп. Ciudad Santa Catarina) је град у Мексику у савезној држави Нови Леон. Према процени из 2005. у граду је живело 259.202 становника.

## Становништво
Према процени из 2005. у граду је живело 259.202 становника.
| 1990.   | 1995.   | 2000.   | 2005.   |
| ------- | ------- | ------- | ------- |
| 162.707 | 201.233 | 225.976 | 259.202 |